# Catocala ouwah
Catocala ouwah är en fjärilsart som beskrevs av Poling 1901. Catocala ouwah ingår i släktet Catocala och familjen nattflyn. Inga underarter finns listade i Catalogue of Life.